# Tūrāqayeh
Tūrāqayeh (persiska: طوراغای, Ţūrāghāy, طوراقیه) är en ort i Iran.   Den ligger i provinsen Östazarbaijan, i den nordvästra delen av landet, 500 km nordväst om huvudstaden Teheran. Tūrāqayeh ligger 1 675 meter över havet och antalet invånare är 896.
Terrängen runt Tūrāqayeh är kuperad åt sydväst, men åt nordost är den platt. Tūrāqayeh ligger nere i en dal. Runt Tūrāqayeh är det ganska glesbefolkat, med 43 invånare per kvadratkilometer. Närmaste större samhälle är Bostānābād, 9,6 km sydväst om Tūrāqayeh. Trakten runt Tūrāqayeh består i huvudsak av gräsmarker.